# Leggadina
Leggadina (Thomas, 1910) è un genere di Roditori della famiglia dei Muridi.

## Descrizione

### Dimensioni
Al genere Leggadina appartengono roditori di piccole dimensioni, con lunghezza della testa e del corpo tra 65 e 100 mm, la lunghezza della coda tra 40 e 70 mm e un peso fino a 25 g.

### Caratteristiche craniche e dentarie
Il cranio è piccolo e delicato. Le creste sopra-orbitali sono mancanti. Il primo molare è grande e modificato, mentre il terzo è molto piccolo.
Sono caratterizzati dalla seguente formula dentaria:

### Aspetto
L'aspetto è quello di un piccolo topo ricoperto da una pelliccia soffice. I piedi sono leggermente allungati, il quinto dito è di aspetto e dimensioni normali. La coda è ricoperta fittamente di peli ed è più corta della testa e del corpo. Le femmine hanno due paia di mammelle inguinali.

## Distribuzione
Sono piccoli roditori terricoli diffusi in Australia.

## Tassonomia
Il genere comprende 2 specie.
- Leggadina forresti
- Leggadina lakedownensis